# Luis María Campos
Luis María Benito Campos (Buenos Aires, 21 de junio de 1838 - Ib., 15 de octubre de 1907) fue un militar argentino que participó en las guerras civiles argentinas y en la guerra del Paraguay, también fue ministro de Guerra de la Argentina en tres oportunidades. 

## Biografía

### Sus inicios
Era hijo del coronel Martín Teodoro Campos y de María Luisa López Camelo, y hermano de los militares Julio, Martín Benito, Carlos María, Pedro Antonio, Gaspar y Manuel J. Campos. Luis y dos de sus hermanos –Julio y Manuel– llegaron al grado de general.
Inició su carrera militar en el ejército del Estado de Buenos Aires, en 1856. Combatió en las batallas de Cepeda, Pavón y Cañada de Gómez.
Reunió un grupo de alrededor de cien bandoleros, gauchos desocupados dedicados al robo, con los cuales formó un escuadrón de caballería, que él mismo entrenó y formó. Se le reconoció el grado de capitán y el mando de ese escuadrón, con el cual acompañó al coronel José Miguel Arredondo en la campaña contra el caudillo Ángel Vicente Peñaloza.
Destinado al fuerte de Río Cuarto, se destacó en la defensa contra un gran ataque de indígenas ranqueles.

### Guerra del Paraguay y montoneras del interior
Participó como Jefe del Regimiento de Infantería de Línea N.º 6 en la guerra del Paraguay, en la que combatió en las batallas de Yatay, Uruguaiana, Estero Bellaco, Tuyutí y Curupaytí; en esta última fue seriamente herido. Antes había organizado un intento de ataque hacia Asunción a través del Chaco, que fracasó debido a la falta de apoyo.
Pasó un tiempo reponiéndose de sus heridas en Buenos Aires, y luego fue enviado con el cuerpo de Arredondo al interior, a luchar contra las últimas montoneras federales: comandando el Regimiento 6 de Infantería, fue el héroe de la batalla de San Ignacio, derrota clave de las fuerzas federales al mando de Juan Saá.
Regresó al Paraguay para participar en la toma de Humaitá. Fue ascendido a coronel, y luchó en Lomas Valentinas. Fue el jefe de todas las fuerzas argentinas en la captura de la fortaleza de Piribebuy y comandó tropas de apoyo en la batalla de Acosta Ñu.
Desde antes de la guerra y durante ella, se hizo conocer como un militar brillante en cuanto a disciplina, capaz de impartírsela a sus hombres por la dureza con la que los trataba y se trataba a sí mismo.

### Las últimas guerras civiles
Después de terminada la guerra, acompañó al presidente Sarmiento en su famosa entrevista con Urquiza, que fue una de las causas de su asesinato, ocurrido poco después. Participó en la represión del alzamiento del caudillo entrerriano Ricardo López Jordán, destacándose en la batalla de Santa Rosa. Fue nombrado comandante de Concepción del Uruguay, cargo que ocupaba aun cuando estalló la segunda guerra contra López Jordán. Contra este peleó en Gualeguaychú y Yuquerí.
Al estallar la revolución de 1874, formó en el ejército dirigido por Julio Argentino Roca, en su persecución de las fuerzas del general Arredondo; fue el segundo de Roca en la victoria de Santa Rosa. Poco más tarde fue ascendido a general y nombrado inspector de armas de la provincia de Buenos Aires, para ser después jefe de Estado Mayor general. Por dos veces fue ministro interino de guerra, a la muerte de Adolfo Alsina, y cuando Roca marchó a la Conquista del Desierto.
En 1880 fue uno de los jefes de la represión de la revolución porteña acaudillada por Carlos Tejedor, comandando las fuerzas nacionales en la batalla de los Corrales Viejos. Su hermano Julio era uno de los jefes rebeldes.
Ocupó varios cargos en el ejército, generalmente en la organización del mismo. En 1890 tuvo una participación poco lucida en la defensa del gobierno contra la Revolución del Parque, tal vez porque en ésta figuraba su hermano Julio, que resultó muerto en combate.

### Ministro de Guerra
En agosto de 1893, tras la segunda revolución radical, fue nombrado ministro de Guerra por el presidente Luis Sáenz Peña. Renunció en enero de 1895, para ocupar el cargo de comandante en jefe del Ejército Argentino, con el grado de teniente general.
Poco después, cuando estaba por estallar una guerra con Chile, acantonó a la mayor parte del Ejército, formado principalmente por conscriptos, en la Sierra de Cura Malal, listo para salir hacia Chile. Dos meses más tarde se firmaban los "Pactos de Mayo", que evitaron una guerra que hubiera sido desastrosa para los Ejércitos Argentino y Chileno. Había demostrado, sin embargo, poder movilizar y mantener en pie de guerra lejos de cualquier ciudad a un ejército mucho mayor que el que había participado en la guerra del Paraguay.
En octubre de 1898 volvió a ser ministro de guerra, al asumir su segundo gobierno el presidente Roca. Nombró comandante del Ejército a Pablo Ricchieri, el primer militar que no tenía experiencia de guerra civil en llegar tan alto. Juntos modernizaron el Ejército hasta hacerlo una maquinaria eficiente, alejada de los intereses políticos. También fue el fundador de la Escuela Superior de Guerra, especie de instituto de postgrado de los oficiales superiores, que comenzó a funcionar en abril de 1900 y que hoy lleva su nombre. Fue también el responsable de buscar inspiración en los ejércitos alemanes para la modernización del ejército, iniciando una influencia ideológica que duraría hasta poco antes de la llegada de los nazis al poder en Europa.
En 1904 colaboró con Ricchieri en la organización de la primera conscripción obligatoria de todos los jóvenes varones de 20 años.
En febrero de 1906 fue nombrado ministro de guerra por última vez, bajo el gobierno de José Figueroa Alcorta.
Falleció poco después de dejar ese cargo, en octubre de 1907. Una avenida de la ciudad de Buenos Aires lleva su nombre.
Diversos autores mencionan a Campos como el último militar notable de las generaciones que lucharon en las guerras civiles argentinas y fue, junto con Roca y Ricchieri, el puente entre el ejército politizado del siglo XIX y el ejército profesional del siglo XX.